# NGC 6242
NGC 6242 is een open sterrenhoop in het sterrenbeeld Schorpioen. Het hemelobject werd in 1751 ontdekt door de Franse astronoom Nicolas Louis de Lacaille.

## Synoniemen
- OCL 1001
- ESO 332-SC10